# Chapelle Paul-Couturier
La chapelle Paul-Couturier est un édifice religieux catholique, situé rue Henri-IV, dans le 2e arrondissement de Lyon. Construite à la fin du XIXe siècle sur les plans de l'architecte Louis Sainte-Marie Perrin pour la communauté des sœurs de l'Adoration réparatrice, elle est un des lieux privilégiés de prière de Paul Couturier au début du XXe siècle, et le lieu où est lancée en 1933 la semaine de prière pour l'unité des chrétiens. En 1982, la chapelle ainsi que le foyer d'étudiants attenant sont confiés à la communauté du Chemin Neuf. La chapelle est alors renommée « Paul-Couturier » en hommage à ce pionnier de l'œcuménisme.

## Histoire

### Construction
En avril 1876, les sœurs de l'Adoration réparatrice commencent la construction de leur nouveau couvent, situé rue Henri-IV, dans le 2e arrondissement de Lyon. La première pierre en est posée par Mgr Thibaudier, évêque auxiliaire du diocèse de Lyon (c'est Mgr Ginoulhiac qui est alors archevêque). Un an et demi plus tard, le 14 septembre 1877, lors de la fête de l'exaltation de la Sainte-Croix, la chapelle est inaugurée par Mgr Caverot. Dès le lendemain, le Saint Sacrement est apporté pour une adoration perpétuelle.

### Semaine de prière pour l'unité des chrétiens
En 1929, les assomptionnistes lancent dans la chapelle trois jours de conférences (du 18 au 20 janvier) ayant pour thème les églises non catholiques et le mouvement œcuménique. C'est également vers cette date que Paul Couturier sollicite la communauté de l'Adoration réparatrice, que sa sœur visite, afin que les religieuses confectionnent, à l'attention du clergé orthodoxe en exil depuis la révolution russe, des tentures et d’ornements religieux. Marie-Antoinette Couturier est d'ailleurs réputée pour son niveau d'exigence quant à la finition de ces tâches, mais aussi pour son dévouement et son désintéressement. C'est dans ce cadre que le frère et la sœur reçoivent en 1932 Mgr Boleslas Sloskans, qui vient de sortir des camps de travail soviétiques grâce à l'action diplomatique de Pie XI.
C'est à la suite de cette rencontre que Paul Couturier lance en 1933, toujours dans cette chapelle, la première semaine de prière pour l'unité des chrétiens, qui se nomme alors « l'Octave ». La première année, cette semaine est peu suivie. La semaine consiste alors en un cycle de conférences, prononcées en chaire à 17 heures, précédées de l'office anticipé des Matines du Saint-Sacrement, et suivies des prières spéciales pour l’unité des chrétiens, puis de la bénédiction du Saint-Sacrement. Y participent notamment les pères Raffin, missionnaire diocésain, Verny et de Lavareille (jésuites), Antoine Serre (franciscain), Bertrand, (dominicain) et Broussaleux (assomptionniste d’origine grecque).
Toutefois, dès 1935, la chapelle se révèle trop petite pour l'auditoire venu assister aux conférences, qui, présentant à leurs débuts l'orthodoxie, s'élargissent à toutes les confessions chrétiennes, ainsi qu'au judaïsme et à l'islam à partir de 1936. Paul Couturier invite les conférenciers, mais ne monte jamais lui-même en chaire, et son nom n'apparaît nulle part sur les programmes.

### Le changement de communauté

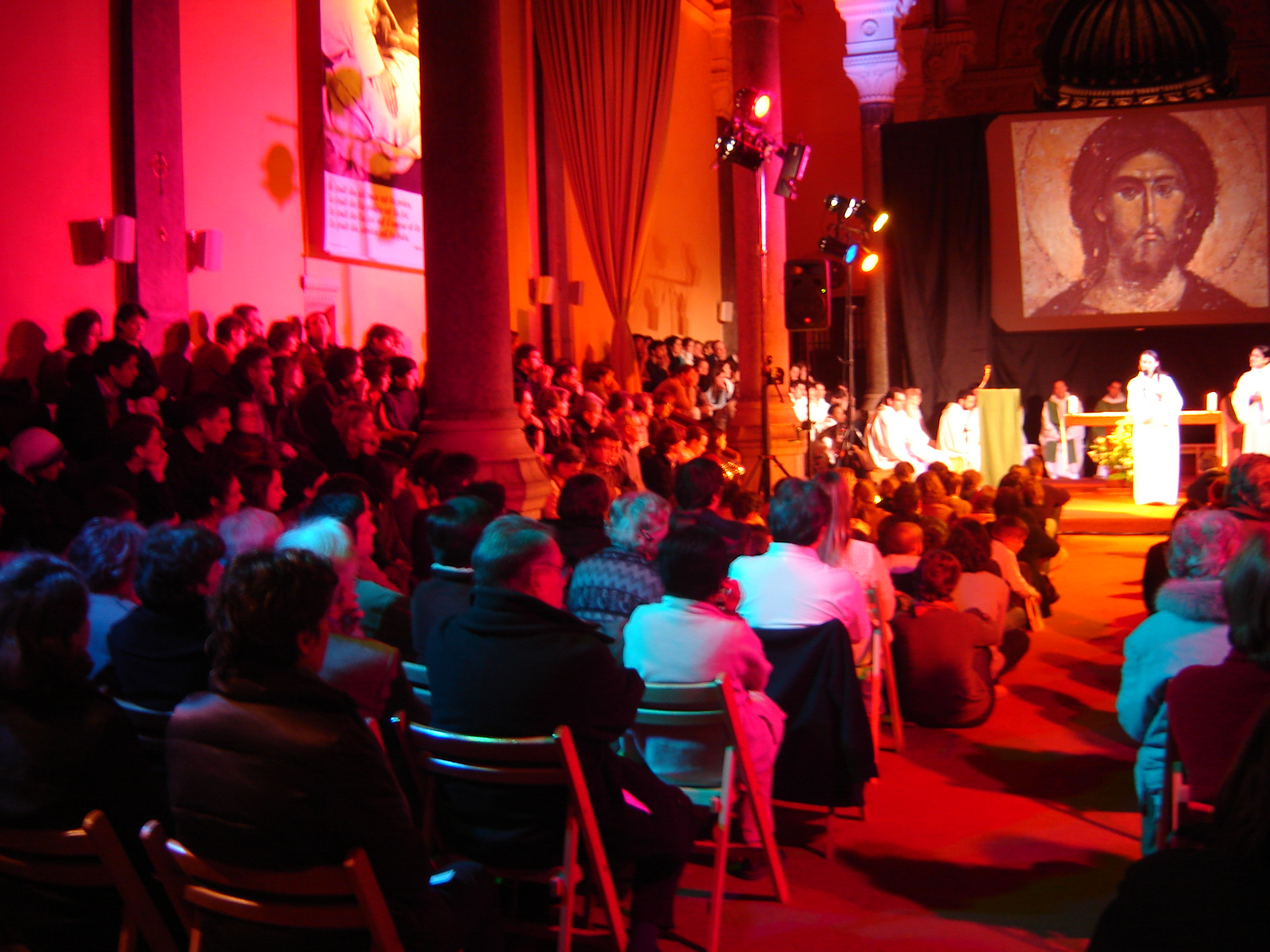
Messe animée par le Chemin Neuf en 2007.

En 1982, la communauté du Chemin Neuf prend la suite des sœurs de l'Adoration réparatrice. Le couvent est utilisé comme foyer d'étudiants ; la chapelle, quant à elle, accueille une messe chaque dimanche soir depuis la fin des années 1990. Cette messe est fréquentée par de nombreux fidèles malgré l'exiguïté du lieu.
La messe est célébrée le lundi à 18 heures 30, les mercredis, jeudis et vendredis à 12 heures 10 et le dimanche à 19 heures. Des confessions sont également disponibles du lundi au vendredi de 17 à 19 heures,.

## Architecture
L'autel de la chapelle abrite en partie basse un gisant du Christ sculpté par Joseph-Hugues Fabisch.
La décoration de l'édifice comprend à l'origine notamment deux tableaux représentant respectivement une Mater dolorosa et une sainte Face qui sont toutes deux des reproductions de peintures de Théodelinde Bourcin-Dubouché, fondatrice des sœurs de Marie-Réparatrice. Sous les tribunes sont placées trois statues de personnages de l’Ancien Testament : Melchisédech apportant du pain et du vin, Abraham lors de la ligature d'Isaac enfin Moïse descendant du Sinaï avec les Tables de la Loi. 